# Cetura

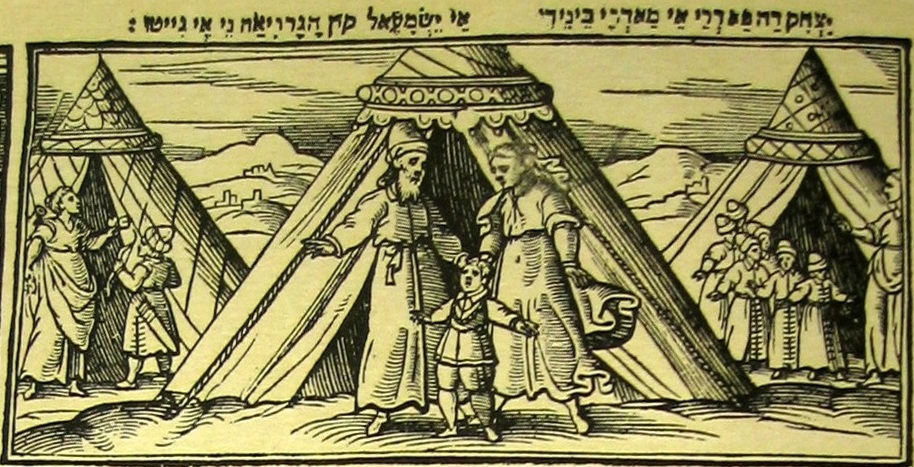
Abraham y sus tres esposas: Agar, a la derecha con Ismael, Sara, en el centro con Isaac y Cetura, a la izquierda con sus seis hijos. Fragmento de una página de la Hagadá de Venecia publicada en1609. Biblioteca de la Universidad de Yale.

Cetura (también llamada Quetura, Queturá o bien Ketura, en hebreo : קְטוּרָה , Qəṭūrā, posiblemente  "incienso") es un personaje mencionado en la Biblia hebrea y en algunas tradiciones derivadas. En estos textos es la última esposa del patriarca bíblico Abraham. En efecto, según el Libro del Génesis (Génesis 25:1–4), Abraham se casó con Cetura después de la muerte de su primera esposa, Sara. El patriarca y su nueva cónyuge tuvieron seis hijos, ancestros de varias tribus del desierto nordarábigo y del Sinaí (1 Crónicas 1:32–33). 

## Abraham y Cetura
En el Génesis se hace referencia a Cetura como «esposa»  ( אִשָּה  / 'išāh)  de Abraham, mientras que en 1 Crónicas se la denomina «concubina» ( פִּילֶ֣גֶשׁ / pilegeš).
Según la tradición judía era descendiente de Jafet, el hijo de Noé. Una opinión muy difundida, aceptada en el comentario de Rashi, quien recoge una antigua tradición midráshica, dice que Cetura es otro nombre de Agar, la antigua concubina de Abraham. Esta opinión, sin embargo, no es unánime; por ejemplo, en el midrash conocido como Bereshit Rabbah, se dice que mientras unos la consideran idéntica a Agar, otros niegan tal identificación. Entre estos últimos están el apócrifo Libro de los Jubileos, donde se afirma que Abraham esperó a la muerte de Agar para casarse con Cetura, y los comentadores medievales Ibn Ezra, Nahmánides, Maimónides y Rashbam.

## Hijos de Abraham y Cetura
En el libro bíblico del Génesis, así como en el Primero de las Crónicas, se mencionan seis hijos nacidos de Abraham y Cetura, a saber: Zamrán, Zimram en otras traducciones, Jocsán, Medán, Madián, Jesboc, a veces transliterado como Isbac y Sue o Súa.
En cuanto a los descendientes de cada uno de ellos, algunos son mencionados en los pasajes mencionados, y otros en la literatura apócrifa, los escritos de Flavio Josefo, los escritores cristianos primitivos, el midrash o los autores musulmanes.

### Descendencia
- Zamrán fue padre de: Abihen, Molich y Narim según el Libro de Jasher, una obra judía medieval.[14]
- Jocsán tuvo a Saba y a Dedán, siendo este último padre de Asurim, Litusim y Laumim; todos ellos mencionados en el Génesis. El historiador musulmán Al Tabari, escribió en "Historia de los Profetas y los Reyes", que la esposa de Adnan, ancestro de los pueblos del norte de la península arábiga, se llamaba Mahdad bint Laham, y era descendiente de Yaqshan, forma árabe de Jocsán.[15]
- Medán, a veces transcripto Madán, no tiene descendencia registrada en los textos bíblicos, ni en otros.
- Madián fue padre de: Efa, Efer, Hanoc, Abida y Elda. El primero de ellos, Efa, aparece nombrado en el Libro de Isaías (Isaías 60:6) como un pueblo que transporta el oro y el incienso desde el país de Saba, morador de una tierra famosa por sus camellos. En cuanto a Efer, el historiador judío Flavio Josefo sostuvo que habitó en Libia y que su nombre dio origen al topónimo África. El mismo autor citó a Cleodemo Malco, cuya obra solamente se conserva en citas, diciendo que una hija de Efer fue esposa del héroe griego Heracles, con el cual tuvo un hijo llamado Diodoro.[16]
- Jesboc no registra en los escritos mencionados ningún descendiente.
- Sue, o Súa, el menor de los hijos de Abraham y Cetura, tampoco posee hijos según los textos, sin embargo, en el Libro de Job, se dice que Bildad, uno de sus amigos, es un suhita, esto es, descendiente de Sue.[17]

En el Génesis, glosado luego por autores posteriores, se dice que Abraham envió a estos hijos nacidos de Cetura a vivir en las tierras orientales, lejos de su hijo Isaac, y que les hizo generosos regalos antes de partir. Esto ha llevado a los comentadores a relacionar a estos personajes con los ancestros epónimos de algunas tribus árabes o de pueblos del desierto de Siria.

## Keturah y el bahaísmo
En la religión Bahá'í, Cetura es una de las antepasadas del profeta Bahá'u'lláh, quien desciende de Abraham tanto por medio de los hijos de Cetura, como por Isaac.

## Kibutz Keturah
El nombre hebreo del personaje, Keturah, fue elegido como nombre de un kibutz situado en el sur del Estado de Israel, en el valle del Arabá, lugar donde la Biblia registra la presencia de tribus descendientes de Cetura.